# Gavin Wood
Gavin James Wood est un informaticien britannique, cofondateur d'Ethereum et créateur de Polkadot et Kusama,.

## Jeunesse
Wood est né à Lancastre. Il est scolarisé à la Lancaster Royal Grammar School. Il est diplômé de l'Université de York avec une maîtrise en ingénierie (MEng) en systèmes informatiques et génie logiciel en 2002. Il termine son doctorat intitulé « Visualisation basée sur le contenu pour faciliter la navigation commune de l'audio musical » en 2005.

## Carrière
Avant de travailler sur Ethereum, Wood est chercheur chez Microsoft. Il est l'un des fondateurs de la blockchain Ethereum, qu'il décrit comme « un ordinateur pour la planète entière » avec Vitalik Buterin, Charles Hoskinson, Anthony Di Iorio et Joseph Lubin en 2013 et 2014,. Gavin Wood est à l'initiative et contribue à développer Solidity, un langage de programmation conçu pour la rédaction de contrats intelligents. Il publie également en 2014 l'article ayant défini la machine virtuelle Ethereum, le système d'exécution des contrats intelligents dans Ethereum. Il est le premier directeur de la technologie de la Fondation Ethereum,,. Gavin Wood quitte la Fondation Ethereum en janvier 2016.
Il fonde ensuite Parity Technologies (anciennement Ethcore), qui développe un client pour le réseau Ethereum et crée des logiciels pour les entreprises utilisant la technologie blockchain, avec Jutta Steiner, qui a également travaillé auparavant à la Fondation Ethereum,. La société publie au début de 2016 le logiciel client Parity Ethereum, écrit en Rust. Il détient alors le titre de Chief Web Officer chez Parity en 2018.
Il fonde la Web3 Foundation, une organisation à but non lucratif axée sur l'infrastructure et la technologie Internet décentralisées, à commencer par le réseau Polkadot. Par rapport au mécanisme de preuve de travail de Bitcoin, Polkadot s'appuie sur un mécanisme de preuve de participation et permet aux développeurs de créer leur propre blockchain capable de communiquer avec d'autres registres, formant ainsi un système de parachains. Les développeurs peuvent décider du type de frais de transaction à facturer et de la rapidité avec laquelle confirmer les blocs de transactions dans les grands livres numériques. En 2019, il fonde Kusama, un environnement de développement expérimental pour Polkadot.

## Charité
Au milieu de l'invasion de l'Ukraine par la Russie de 2022, Gavin Wood fait don de 5,8 millions de dollars en crypto-monnaie pour soutenir l'Ukraine.

## Publications
- Ethereum : un grand livre de transactions généralisé et décentralisé sécurisé[15]
- Polkadot : Vision pour un cadre multi-chaînes hétérogène[16]